# Juana Belén Gutiérrez de Mendoza
Juana Belén Gutiérrez de Mendoza, född 27 januari 1875 i San Juan del Rio i delstaten Durango, död 13 juli 1942, var en mexikansk journalist. Hon kämpade för kvinnlig rösträtt under president Porfirio Díaz auktoritära regim och blev en föregångare för feminismen i Mexiko.
Gutiérrez de Mendoza började redan i unga år att verka som journalist och medverkade 1901 i grundandet av tidskriften Vésper. Hon var influerad av Pjotr Kropotkin, Michail Bakunin och Pierre-Joseph Proudhon och hennes verksamhet ledde till flera fängelsestraff. Efter att deltagit i en strejk blev hon 1907 landsförvisad till USA, men återvände snart till hemlandet, där hon medverkade i grundandet av den feministiska rörelsen Amigas del Pueblo (Folkets vänner). 
Under den mexikanska revolutionen som startade 1910 anslöt Gutiérrez de Mendoza sig till Emiliano Zapatas trupper och blev utnämnd till överste. Hon deltog hon i striderna på Zapatas sida, startade nya tidningar och politiska grupper och satt tidvis fängslad. Efter revolutionen var hon direktör för sjukhus och skolor i delstaten Zacatecas, men fortsatte även sin journalistiska och politiska verksamhet. År 1940 deltog hon i bildandet av gruppen Den feministiska republiken och utgav åter tidskriften Vésper i en ny version.